# Ação Realista Portuguesa
A Acção Realista Portuguesa, herdeira da Acção Tradicionalista Portugueza de 1921, foi uma organização política monárquica de Portugal do final da Primeira República Portuguesa.

## Ideologia e historial
Conjugava as doutrinas tradicionalistas com o apoio ao deposto rei D. Manuel II de Portugal, que reinava segundo a Carta Constitucional, distinguindo-se assim dos integralistas lusitanos e dos miguelistas legitimistas que eram apoiantes do ramo "legítimo" de D. Miguel banido pela Convenção de Évora Monte.
Este surge de uma cisão de Alfredo Pimenta e Caetano Beirão com o Integralismo Lusitano por este se ter desvinculado então da obediência a D. Manuel II, durante um período a que chamaram de «interregno», em que foram estabelecidas negociações com o Partido Legitimista, onde decidem passar a obedecer politicamente e a apoiar as pretensões ao trono de Duarte Nuno de Bragança seu representante genealógico para a causa miguelista.
Sendo assim criada em 8 de Dezembro de 1923, a Acção Realista Portuguesa, independente da Causa Monárquica que estava subordinada ao lugar-tenente de D. Manuel II através de Aires de Ornelas.

## Doutrina realista
No seu programa doutrinário monárquico era nacionalista e tradicionalista, onde o rei exercia efectiva autoridade política e governativa, apoiado numa aristocracia, no poder espiritual da Igreja Católica, e no povo que se governava a si mesmo em cada município, graças às prerrogativas existentes em cada carta de foral e que permitiam este auto-governo. Veiculava também as concepções orgânicas sobre a soberania e representação não parlamentar do tipo tradicional, colocando ao mesmo nível a monarquia constitucional e a república que se opunham.

## Realistas
Liderado por Alfredo Pimenta e Caetano Beirão, assinaram também com eles o primeiro manifesto da nova organização, publicado no Correio da Manhã em 28 de Julho de 1921, Alberto Ramires dos Reis, Luís Rufino Chaves Lopes e Mateus de Oliveira Monteiro (o chamado Grupo dos Cinco).
Depois juntaram a esse grupo António Cabral, ex-ministro da monarquia, João Ameal e o referido Caetano Beirão, dissidente do Integralismo Lusitano, Fernando Campos, Ernesto Gonçalves, Joaquim Guilherme Santos Silva e Alfredo de Freitas Branco e Laertes de Figueiredo.

## Jornal e revista
A partir de 10 de Dezembro de 1921 publicaram um jornal mensal intitulado Acção Realista (cujo director era Ernesto Gonçalves), um semanário com o título de A Voz Nacional (dirigido por Luís Chaves). Em 1926, o primeiro passa a ser diário, à frente do qual esteve João Ameal.